# Suzanne Somers
Suzanne Somers (nascida Suzanne Marie Mahoney; San Bruno, 16 de outubro de 1946 – Palm Springs, 15 de outubro de 2023) foi uma atriz norte-americana, autora, cantora e empresária, mais conhecida por seus papéis na televisão como Chrissy Snow no Three's Company e como Carol Lambert no Step by Step.
Em 24 de fevereiro de 2015, Somers foi anunciada como uma das estrelas a participar na vigésima temporada do Dancing with the Stars (Estados Unidos).